# Schürensöhlen
Schürensöhlen település Németországban, Schleswig-Holstein tartományban. Lakosainak száma 154 fő (2023. december 31.).

## Népesség
A település népességének változása:
| Lakosok száma | 138  | 154  | 158  | 156  | 155  | 154  |
|               | 1975 | 2017 | 2019 | 2021 | 2022 | 2023 |